# D-1 152mm榴弾砲
152mm榴弾砲M1943(D-1)（ロシア語: 152-мм гаубица образца 1943 года (Д-1)）とは、ソビエト連邦が第二次世界大戦中の1943年に開発した榴弾砲である。

## 開発
大祖国戦争の最中の1942年、ソビエト連邦は赤軍の狙撃兵（歩兵）軍団司令部直轄の砲兵連隊に対してM-30 122mm榴弾砲よりも強力な152mm榴弾砲を配備させることを決定したが、当時のソ連軍の152mm榴弾砲は第一次世界大戦期の物を改良した程度に過ぎず射程や機動力の劣るM1909/30とM1910/37か、砲架の構造が複雑でコストが嵩んだ故に1941年に製造中止となったM-10(M1938)ぐらいしか存在しなかった。
そこで、M-30榴弾砲の砲架にM-10(M1938)の砲身を装着する案が提出された。M-10は元々師団砲兵向けに設計されていたが、後にソ連軍の編成方針が変更されたために軍団砲兵に配備されていたのである。

## 概要
上述の通り、D-1榴弾砲はM-30の砲架にM-10の砲身を装着させたものである。M-30の砲架はM-10のそれに比べて軽量なため、そのままでは射撃時に大きく振動する可能性があったので、反動を相殺させる目的で大型のマズルブレーキが装着されている。
D-1は1943年に採用されたが、第二次大戦終結までには数百門しか完成していなかったこととD-1が採用されたころには戦局はスターリングラード攻防戦で勝利をおさめたソ連に有利となったせいかあまり活躍はしていないようで、ドイツ側も鹵獲して運用した形跡が無い。
第二次大戦終結後、ソ連軍の師団砲兵はより一層の機械化の進展により重砲を牽引可能な車両に不自由しなくなったため、76.2mm野砲を編成から外して122mm榴弾砲と152mm榴弾砲を装備するようになった。これにより、D-1はML-20 152mm榴弾砲やその後継であるD-20 152mm榴弾砲と共に師団砲兵の主力となった。後にはソ連軍で2S3アカーツィヤの登場により前線部隊では退役したが、現在でも旧ソ連構成国の多くで予備兵器として保管されている。
さらに、M-30と同様にワルシャワ条約機構加盟国や中東諸国、中華人民共和国、朝鮮民主主義人民共和国などにも供与され、多くの戦争・紛争で使用された。
中華人民共和国では、54式152mm榴弾砲の名称で制式採用された。

## 運用国

### 現役
- キルギス - 2023年時点で、キルギス陸軍が16門のD-1を保有[1]。
- トルクメニスタン - 2024年時点で、トルクメニスタン陸軍が17門のD-1を保有[2]。